# ベジャス・アルテス宮殿

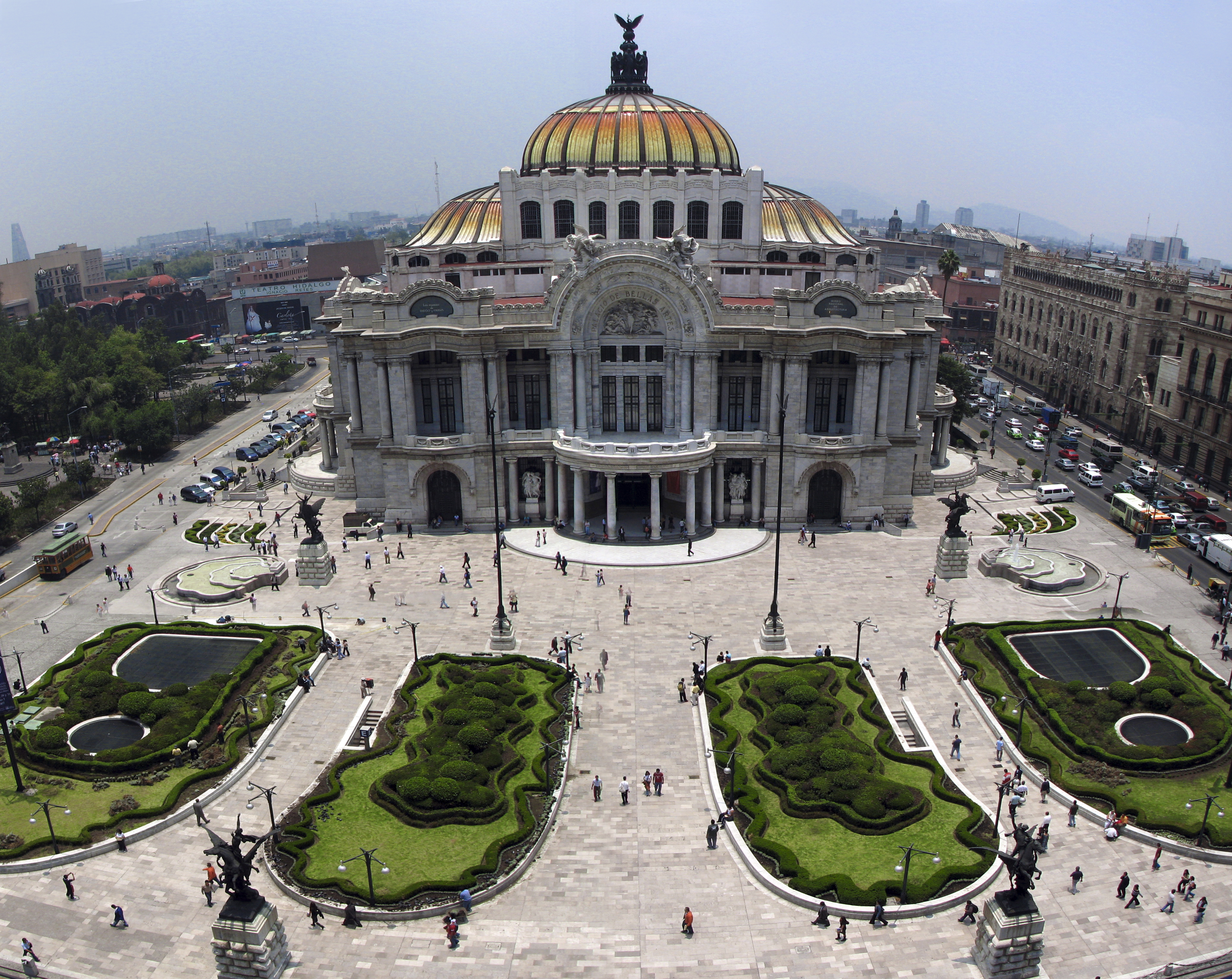
ベジャス・アルテス宮殿

ベジャス・アルテス宮殿（ベジャス アルテスきゅうでん、スペイン語:Palacio de Bellas Artes）は、メキシコの首都メキシコシティに位置するオペラハウス。メキシコ国立芸術院などとも表記される。宮殿は1901年にイタリアの建築家、アダモ・ボアリによってデザインされたものだが、壮観なアール・デコ様式の内観と壮麗なアール・ヌーヴォー様式の外観は、1934年になるまで建設が終了することはなかった。竣工以来、その建物全体の重量により、年々数センチメートルずつ地面へ沈下している。

## 概要

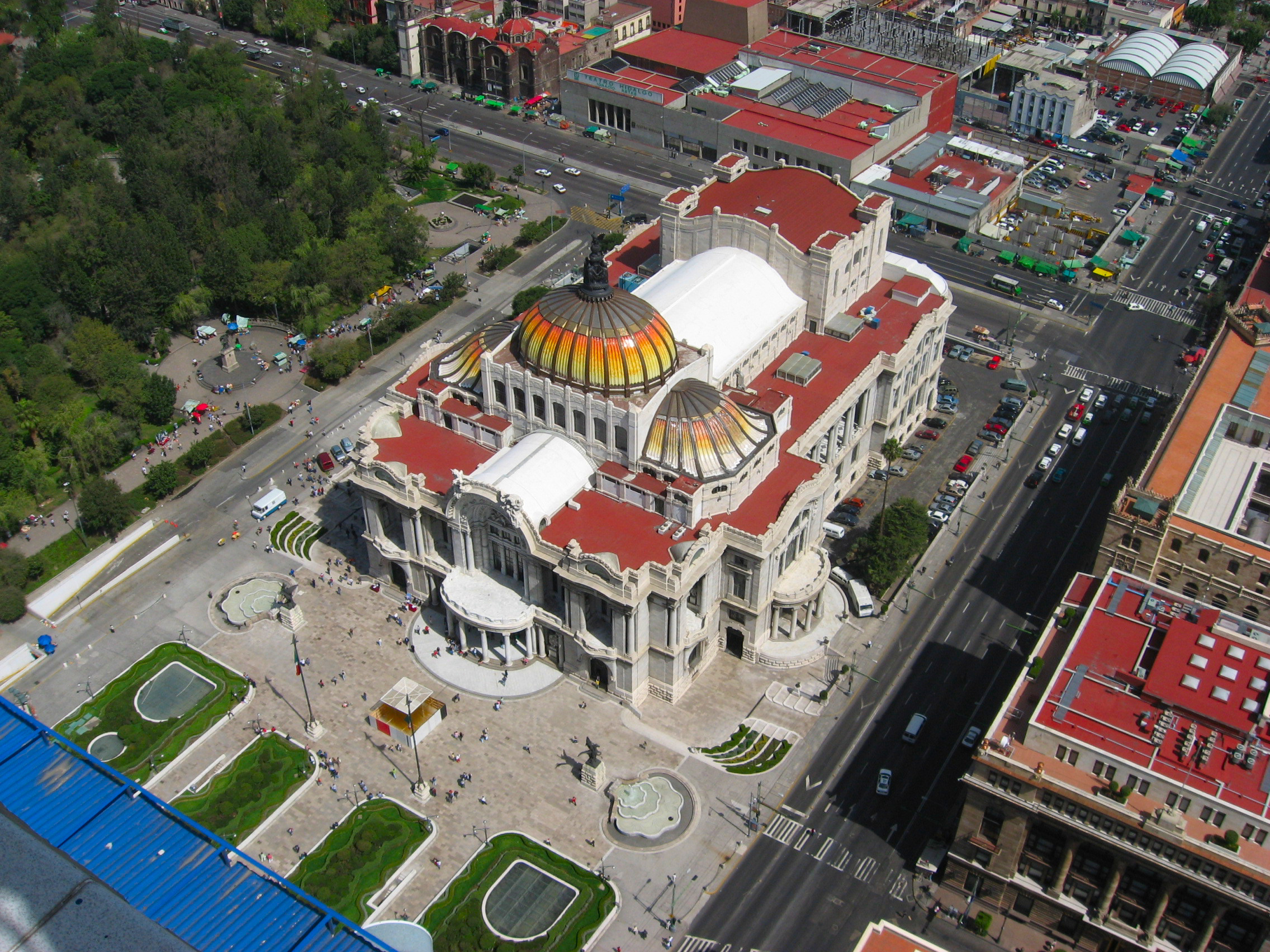
ベジャス・アルテス宮殿とその周辺

当時メキシコシティの金融街であったダウンタウンに位置し、上品な公園（アラメダ・セントラル）の遊歩道に近く、1920年代初頭から1930年代末に立ち並んでいた高層の建築物と相対するなどの理由から、当時のメキシコ大統領であるポルフィリオ・ディアスにより宮殿の建築用地が選ばれた。建物はイタリア直輸入の白大理石を使用した絢爛豪華なアール・ヌーヴォー様式の外観と、ディエゴ・リベラ、ルフィーノ・タマヨ、ダヴィッド・アルファロ・シケイロス、ホセ・クレメンテ・オロスコといった壁画運動で知られたメキシコ芸術界の巨匠の手による内部壁画の、両方で有名である。
リベラの壁画「十字路の人物（Man at the Crossroads）」は元々、アメリカ合衆国ニューヨーク市にあるロックフェラーセンターへ寄贈するため描かれたものだったが、絵が急進的であるとしてジョン・ロックフェラー2世に破壊を命ぜられた。その後1934年にリベラが宮殿内部の壁面に描き直したのである。
宮殿内部の劇場はクラシック音楽、オペラ、ダンスなど多目的で使用され、中でもメキシコ国立民族舞踊団の公演は著名である。ソプラノ歌手マリア・カラスは、デビューして間もない頃に宮殿で行われたいくつかの劇中で歌唱を行っており、現在でも彼女が歌った演劇の記録が宮殿に残されている。
また、宮殿にはベジャス・アルテス宮殿博物館と建築博物館が併設されている他、メキシコシティ地下鉄のベジャス・アルテス駅が隣接している。

## 歴史

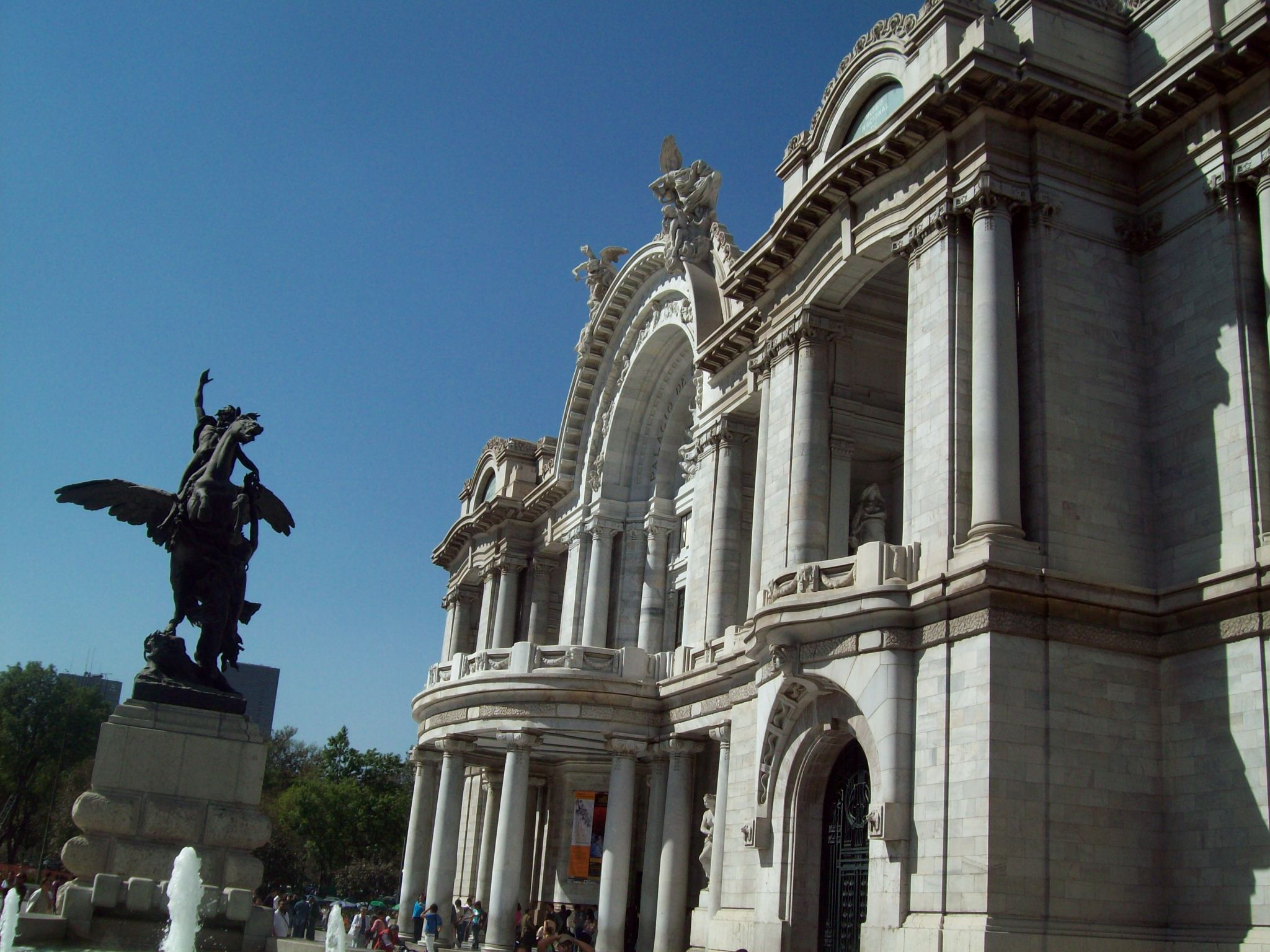
ベジャス・アルテス宮殿、手前にボアリ作のペガサス像が見える。

ポルフィリオ・ディアスが30年間に渡ってメキシコを統治していた19世紀末から20世紀初頭、一帯はヨーロッパの芸術や様式、習慣など真似る際立った傾向があった。この傾向に続いて、新しい国立劇場の建設案が取り決められ、1904年10月1日にこの新しい建造物の建設が開始された。設計はイタリアの建築家、アダモ・ボアリが担当し、当時ヨーロッパの劇場ではありふれていた最新技術が使用された。
建設は当初1908年までに終了すると予定されていた。しかし、メキシコシティの柔らかい土壌が問題となり建設は遅れ、特にそのぬかるんだ性質は建物の段階的な沈下を招くこととなった。1910年のメキシコ革命の兆候で、事態はさらに複雑化した。
その後ボアリは1916年にメキシコを離れ、建設は事実上中断されていたが、メキシコの建築家、フェデリコ・マリスカルの指揮により再開され1934年に完成した。その後ボアリ自身により遺贈されたペガサスの彫刻や庭園をあしらえた広場は、1994年に完成した。